# Colostygia salicata
Colostygia salicata là một loài bướm đêm trong họ Geometridae.